# Mary Wollstonecraft
Mary Wollstonecraft (ur. 27 kwietnia 1759 w Londynie, zm. 10 września 1797 tamże) – angielska pisarka propagująca równouprawnienie kobiet, prekursorka feminizmu, guwernantka i tłumaczka.
Była matką Mary Shelley, autorki klasycznej powieści grozy pt. Frankenstein, oraz żoną Williama Godwina, filozofa i radykała.

## Życiorys

### Młodość
Ojciec Mary, Edward Wollstonecraft, był alkoholikiem, człowiekiem porywczym i bijącym żonę i dzieci, synem właściciela manufaktury ze Spitalfields, który dorobił się w czasie prosperity. Matka Mary, Elisabeth, była Irlandką o surowych zasadach, zastraszoną przez męża i nie stającą w obronie bitych synów i córek.
Mary była drugą z sześciorga rodzeństwa, wśród których zawsze trzymała się na uboczu. Po swoich narodzinach Mary została oddana mamce do pierwszego roku życia, co później krytykowała: „Jeżeli matka nie chce karmić dziecka piersią, jej uczucia rodzicielskie ledwo zasługują na to, by je nimi nazywać”. Pierwsze cztery lata życia spędziła w domu w Londynie, w pobliżu obecnej stacji metra Liverpool Street. Rodzina Mary była zamożniejsza od większości mieszkańców dzielnicy Spitalfields, jednak Edward Wollstonecraft żywił prawdziwą niechęć do „wyższych sfer”, którą to postawę przejęła też jego córka Mary.
W 1763 roku rodzina Wollstonecraftów przeniosła się do dworku w Epping, piętnaście mil od Londynu, gdzie czteroletnia Mary spędzała wolny czas na łonie natury wśród lasów, stawów, bagien i pól, przez co przyroda stała się jej źródłem inspiracji. Po roku w Epping ojciec Mary postanowił o przeprowadzce rodziny do wioski, z której było znacznie bliżej do pubu. Edward popadł w ciężki alkoholizm, stał się agresywny i porywczy. W ciągu dnia stosował przemoc wobec swoich dzieci, nocami zaś z kolei terroryzował żonę Elisabeth, co wywołało opór córki:
Jako nastolatka [Mary] zbuntowała się i stanęła na warcie pod sypialnią matki, czekając na powrót ojca. Pogorszyła tylko sytuację – Edward odepchnął ją, a Elisabeth oskarżyła o rozjuszenie ojca. Mary się jednak nie poddała i kolejnej nocy znowu stanęła na posterunku.
Po śmierci dziadka, Mary wraz z rodziną przeprowadzili się do okazałej rezydencji w pobliżu Barking też blisko Londynu, jednak ogromny dom pochłaniał pieniądze, które Edward odziedziczył po swoim ojcu, więc dwa lata później zbankrutowany Wollstonecraft uciekł z żoną i dziećmi do Walkington, malutkiej wioski położonej blisko Beverley w hrabstwie East Riding, gdzie czynsze były dużo niższe niż na południu, krajobraz był nieprzyjazny, zaś ludzie mieli zaściankową mentalność. Latem 1770 roku, po narodzinach najmłodszego brata Mary, rodzina Wollstonecraftów przeniosła się do Beverley. Po ciężkich doświadczeniach matka Elisabeth popadła w depresję, zaś opieka nad rodzeństwem w całości spoczęła na barkach jedenastoletniej Mary.
Po przeprowadzce do Beverley Mary mogła pójść do szkoły, gdzie zamiast historii, matematyki i łaciny oferowano jej lekcje szycia i prostego dodawania, co wywołało jej silny sprzeciw. Zaprzyjaźniła się tam z Jane Arden, która stała się najbliższą przyjaciółką Mary.
W 1774 roku ojciec Mary przegrał mnóstwo pieniędzy na wyścigach w Beverley, przez co nie mógł utrzymać domu przy Wednesday Market, więc przeniósł rodzinę do Hoxton, gdzie Mary poznała Williama Godwina, jednego z miejscowych studentów, który dwadzieścia lat później został jej mężem.
W Hoxton Wollstonecraft poznała Henry’ego Clare, który zapoznał ją z pismami Johna Locke’a, i Fanny Blood, której przyjaźń mocno wpłynie na życie Mary, i z którą później założyła szkołę w Islington. Mary marzyła o uwolnieniu się od rodziny bez konieczności zawierania małżeństwa, o prowadzeniu gospodarstwa i wspólnym życiu z Fanny, czytaniu i kształceniu się bez przeszkód; w listach do przyjaciółki pisała, że wizja życia z nią jest bardziej kusząca niż poślubienie mężczyzny.
W wieku 19 lat Mary wbrew woli rodziny opuściła dom i przyjęła posadę damy do towarzystwa Sary Dawson, bogatej wdowy po kupcu w Bath. Po kilku latach Mary wróciła do domu, by zaopiekować się śmiertelnie chorą (prawdopodobnie na niewydolność nerek) i cierpiącą matką, a po jej śmierci i ponownym małżeństwie ojca pozostała w tam sama z siostrami, a potem zamieszkała w Walham Green z rodziną Fanny Blood, z którą kilka lat później założyły szkołę w Islington. W 1785 roku wyjechała za Fanny do Lizbony, by się nią opiekować aż do jej śmierci, wracając do Anglii pod koniec grudnia 1785 roku.

### Wczesne pisma
Od pewnego czasu nosiła się z zamiarem zarabiania na życie pisaniem – wiele osób w jej otoczeniu uważało, że ma ku temu predyspozycje i tak powstał 162 stronicowy pamflet Uwagi o kształceniu córek (ang. Thoughts on the Education of Daughters). W The Vindication of the Rights of Woman poruszała temat wykształcenia kobiet, które winno być równe wykształceniu mężczyzn, domagała się otwarcia dla kobiet handlu, zawodów i innych zajęć dotąd zarezerwowanych dla mężczyzn, praw własności dla zamężnych kobiet, większych udogodnień podczas rozwodu z winy mężów, równych praw do opieki nad dziećmi w przypadku separacji, prawnej odpowiedzialności mężczyzn za nieślubne dzieci, udziału kobiet w parlamencie, i wspólnego kształcenia dzieci do dziewiątego roku życia.
Mary rzuciła szkołę i spędziła kilka tygodni w kolegium w Eton wespół z jednym z nauczycieli, który zarekomendował ją jako guwernantkę lordowi Kingsborough. W 1787 roku Mary opublikowała krótkie opowiadanie Mary, fantazja (ang. Mary, a Fiction) wspominające o przyjaźni z Fanny Blood. W Londynie napisała książeczkę dla dzieci Prawdziwe historie z prawdziwego życia (ang. Original Stories from Real Life) oraz Przegląd analityczny i dorabiała wykonując tłumaczenia i streszczenia dla swego wydawcy.

### Działalność feministyczna

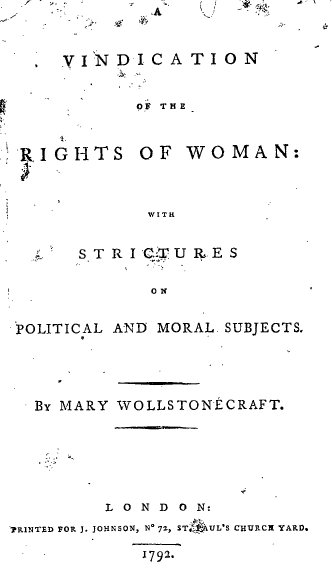
Tytułowa strona pierwszego wydania Vindication of the Rights of Woman z 1792

Żyła skromnie i oszczędnie, starając się wspomagać rodzinę i ojca. Aby pomóc siostrom, również pragnącym zarabiać na utrzymanie jako nauczycielki, wysłała jedną z nich do Paryża i opłacała jej pobyt tam przez dwa lata, a inną umieściła w szkole pod Londynem jako opiekunkę w internacie do czasu, gdy mogła podjąć płatną pracę nauczycielki, oraz wspierała braci w karierze, a także osierocone dziecko zmarłej przyjaciółki.
W reakcji na Rozważania o rewolucji we Francji autorstwa Edmunda Burke’a Mary opublikowała swą odpowiedź Wołanie o prawa człowieka (ang. A Vindication Of The Rights Of Men: With Strictures On Political And Moral Subjects), którą zwróciła uwagę opinii publicznej. Rok później opublikowała zaś Wołanie o prawa kobiety (ang. A Vindication of the Rights of Woman), jako kontrast do poprzednich „praw (tylko) mężczyzn” (ang. rights of man zwykle tłumaczone są jako prawa człowieka), krytykujące nierówny status i praw kobiet, w tym do pracy i edukacji, co wywołało ostre polemiki i nagonkę na autorkę; na przykład Horacy Walpole nazwał Mary hieną w halce.
Wollstonecraft była przeciwniczką aborcji jako metody kontroli urodzin, traktując ją jako element seksualnego wykorzystywania kobiet:
| W konsekwencji kobiety stają się słabsze... niż być powinny... nie mając wystarczająco wiele sił, by sprostać pierwszemu obowiązkowi matki; poświęcają uczucia rodzicielskie pożądaniu... niszcząc płód w łonie, albo porzucając go po urodzeniu. Natura zawsze domaga się szacunku, a ci, którzy naruszają jej prawa rzadko czynią to bezkarnie. |

### Okres paryski
W tym czasie Mary przeżywała fascynację żonatym malarzem romantycznym Fuselim. Uciekając przed uczuciem do niego, postanowiła w 1792 roku wyjechać do Paryża, wkrótce przed egzekucją Ludwika XVI. Z powodu oszczędności i dla bezpieczeństwa osiedliła się na jakiś czas w Neuilly pod Paryżem, nie mogąc powrócić do Anglii i czy udać się do Szwajcarii, mieszkając tylko ogrodnikiem.
W kwietniu 1793 poznała i zakochała się ze wzajemnością w Amerykaninie, kapitanie i awanturniku Gilbercie Imlayu; przyjęła jego nazwisko i uważała się za jego żonę, jednak nie zawarli ślubu. Urodziła im się dziewczynka Fanny, nazwaną na cześć jej zmarłej przyjaciółki z lat młodzieńczych. Gdy w niejasnych okolicznościach Imlay opuścił Mary, ta załamała się pod nadmiarem trosk i rozważała popełnienie samobójstwa. Gdy Imlay odwiedził ją w Londynie, by ją od tego odwieść i się wytłumaczyć, namówił ją też do reprezentowania jego interesów w Norwegii oraz późniejszego wspólnego wyjazdu do Szwajcarii, na co Mary się zgodziła i wyjechała do Skandynawii bez męskiej opieki (tylko z guwernantką i córeczką), gdzie też napisała Listy ze Szwecji i Norwegii.
Jednak listy, jakie otrzymywała tam od Imlaya były pełne chłodu, a gdy w końcu wróciła do Anglii, przekonała się, że Imlay rzucił ją dla angielskiej aktorki. W rozpaczy w październiku 1795 roku rzuciła się do rzeki z mostu w Putney, zostawiając Imlayowi kartkę ze słowami: Niech moje błędy śpią ze mną, ale ją wyratowano.

### Małżeństwo i śmierć
Dzięki konieczności opieki nad córką, Mary wyszła z depresji i powróciła do pracy, twórczości literackiej i kontaktu ze społeczeństwem, wydając w roku 1796 Listy ze Szwecji i Norwegii, które cieszyły się wielką popularnością. Rok później ponownie spotkała i poślubiła Williama Godwina, filozofa i radykała, powszechnie znanego ze swej niechęci do instytucji małżeństwa. Małżeństwo okazało się dobrane pod względem charakterów i poziomu intelektualnego obojga małżonków – niestety, w tym samym roku, Mary zmarła na gorączkę popołogową zaraz po urodzeniu ich córki Mary Shelley, ciesząc się drugą córką tylko dziesięć dni.

## Dzieła
- Thoughts On The Education Of Daughters: With Reflections On Female Conduct, In The More Important Duties Of Life (1787)
- A Vindication Of The Rights Of Men: With Strictures On Political And Moral Subjects (1790)

- (pl) Wołanie o prawa człowieka, [w:] Wołanie o prawa kobiety, wyd. Mamania, Warszawa 2011.

- A Vindication Of The Rights Of Woman: With Strictures On Political And Moral Subjects (1792)

- (pl) Wołanie o prawa kobiety, wyd. Mamania, Warszawa 2011, ISBN 978-83-62829-00-2.

- An Historical And Moral View Of The Origin And Progress Of The French Revolution; And The Effect It Has Produced In Europe (1794)
- Letters Written During A Short Residence In Sweden, Norway, And Denmark (1796)
- Maria, Or The Wrongs Of Woman (1798, pośmiertnie)